# Sierra-leonische Beachhandball-Nationalmannschaft der Männer
Die sierra-leonische Beachhandball-Nationalmannschaft der Männer repräsentiert den sierra-leonischen Handballverband als Auswahlmannschaft Sierra Leones auf internationaler Ebene bei Länderspielen im Beachhandball.
Eine als Unterbau fungierende Nationalmannschaft der Junioren wurde bislang noch nicht gegründet. Das weibliche Pendant ist die Sierra-leonische Beachhandball-Nationalmannschaft der Frauen.

## Geschichte
Die sierra-leonische Beachhandball-Nationalmannschaft der Männer wurde für die ersten African Beach Games 2019 im Santa Maria Beach Park auf der kap-verdischen Insel Sal gegründet. Das Turnier in Kap Verde war das erste Turnier in der dieser Sportart, das in Afrika für Nationalmannschaften ausgerichtet wurde. Die junge Mannschaft bestand vor allem aus Spielerin im Alter von 18 bis 21 Jahren, ein Spieler war erst 16 Jahre alt, dafür war mit Alhaji Kamara ein Veteran im Aufgebot, der wenige Tage nach dem Turnier seinen 39. Geburtstag feierte. Das unerfahrene Team verlor seine beiden Gruppenspiele und belegte in der Endabrechnung aufgrund der um einen Punkt schlechteren Trefferquote hinter Kenia den letzten Platz.

## Teilnahmen
| World Games - 2001: nicht eingeladen - 2005: nicht eingeladen - 2009: nicht eingeladen - 2013: nicht qualifiziert - 2017: nicht qualifiziert - 2022: nicht qualifiziert | World Beach Games - 2019: nicht qualifiziert - 2023: nicht qualifiziert African Beach Games - 2019: 9. - 2023: | Weltmeisterschaften - 2004: nicht qualifiziert - 2006: nicht qualifiziert - 2008: nicht qualifiziert - 2010: nicht qualifiziert - 2012: nicht qualifiziert - 2014: nicht qualifiziert - 2016: nicht qualifiziert - 2018: nicht qualifiziert - 2020: nicht qualifiziert, abgesagt - 2022: nicht qualifiziert |

- ABG 2019: Alfred Bangura • Mohamed Bangura • Lamin Janneh • Moses Kai-Conteh • Alhaji Kamara • Moi Kaisamba • Ibrahim Koroma • Alie Sesay • Omarr Sesay[3]